# یوهی اونو
یوهی اونو (ژاپنی: 小野 雄平؛ زادهٔ ۱ ژوئیهٔ ۱۹۸۵) یک بازیکن فوتبال اهل ژاپن است.
از باشگاه‌هایی که در آن بازی کرده‌است می‌توان به باشگاه فوتبال توکیو وردی، باشگاه فوتبال توکوشیما ورتیس، باشگاه فوتبال فاگیانو اوکایاما، باشگاه فوتبال فوکوشیما یونایتد و باشگاه فوتبال ایواته گرولا موریوکا اشاره کرد.